# Сеидов, Юсиф Мирахмед оглы
 Юсиф Мирахмед оглы Сеидов  (азерб.  Yusif Mirəhməd oğlu Seyidov ; 2 мая 1929 — 18 ноября 2013) — азербайджанский учёный, доктор филологических наук (1966), профессор (1967), лауреат Государственной премии Азербайджанской ССР (1974), Заслуженный деятель науки Азербайджана (2000).

## Биография
Юсиф Сеидов родился 2 мая 1929 года в селе Енигиджа Шарурского района Нахичеванской АССР Азербайджанской ССР. В 1944 году окончил среднюю школу родного села. В 1946 году окончил историко-филологический факультет двухгодичного Нахичеванского государственного института учителей. В 1946—1947 годах преподавал в сельской школе.
В 1947 году поступил на филологический факультет Азербайджанского государственного университета. В 1952 году окончил институт и поступил в аспирантуру кафедры Общего языкознания АГУ, которую окончил в 1955 году. В 1956 году защитил кандидатскую диссертацию по теме «Деепричастные обороты в современном азербайджанском языке». С 1956 по 1965 гг. работал преподавателем, старшим преподавателем, доцентом кафедры Общего языкознания АГУ. С 1965 года — заведующий кафедрой Азербайджанского языка и методики АГУ. В 1966 году защитил диссертацию на соискание учёной степени доктора филологических наук по теме «Словосочетания в азербайджанском языке». С 1967 года — профессор.
В 1974 году Юсиф Сеидов удостоен звания лауреата Государственной премии Азербайджанской ССР.
В 2000 году ему присвоено звание заслуженного деятеля науки Азербайджана.

## Научная деятельность
Основными научными интересами Ю. Сеидова являются:
- Проблемы грамматики азербайджанского языка
- История литературного языка и проблемы исторической грамматики
- Литературная критика и проблемы литературоведения.

Ю. Сеидов — автор более 200 статей, 20 монографий, 35 книг.
Под его научным руководством были защищены 20 кандидатских и 3 докторские диссертации.

## Награды
- Персональная пенсия Президента Азербайджанской Республики (31 мая 2007 года)[1]

## Некоторые научные работы
Книги:
- Сравнительная грамматика азербайджанского и русского языков. Фонетика (Учебник). (2004)
- Азербайджанский язык. 6—7 классы средней школы. (2004).
- Азербайджанский язык. Учебник средней школы (для русской школы) (2005).
- Грамматика азербайджанского языка. Морфология (учебник высшей школы) (2006).
- Мир Джалал — 100. Проблемы литературного языка (монография) (2008).
- Проблемы грамматики в азербайджанском языкознании (2008).